# Ololygon hiemalis
Espèce
Synonymes
- Hyla hiemalis Haddad & Pombal, 1987
- Scinax hiemalis Haddad & Pombal, 1987

Statut de conservation UICN

 LC  : Préoccupation mineure
Ololygon hiemalis est une espèce d'amphibiens de la famille des Hylidae.

## Répartition
Cette espèce est endémique du Brésil. Elle se rencontre dans les États de São Paulo et de Rio de Janeiro.

## Description
Les femelles mesurent de 29,6 à 34,4 mm.

## Publication originale
- Haddad & Pombal, 1987 : Hyla hiemalis, nova espécie do grupo rizibilis do Estado de São Paulo (Amphibia, Anura, Hylidae). Revista Brasileira de Biologia, vol. 47, no 1/2, p. 127–132 (texte intégral).